# Вікіпедія мовою сетсвана
Вікіпедія мовою сетсвана (сетсвана Wikipedia) — розділ Вікіпедії мовою сетсвана. Створена у 2004 році. Вікіпедія мовою сетсвана станом на 24 березня 2025 року містить 2121 статтю, 11 391 зареєстрованого користувача, 32 активних дописувачів, 1 адміністратора
. Загальна кількість сторінок у Вікіпедії мовою сетсвана — 6041, редагувань — 39 683, завантажених файлів — 4
. Глибина (рівень розвитку мовного розділу) Вікіпедії мовою сетсвана мала і становить 22.4 пунктів
. 

## Історія
- Грудень 2010 — створена 100-та стаття[3].
- Травень 2015 — створена 500-та стаття[4].